# 袁洋洋
袁洋洋（1984年—2020年2月28日），中华人民共和国河南省平顶山市宝丰县中医院新冠肺炎医疗救治专家组副组长。2020年2月28日，袁洋洋在新冠肺炎疫情期间连续高强度工作39天后，心脏骤停逝世，年仅36岁。

## 生平
袁洋洋于2007年参加工作。在抗击新冠肺炎疫情期间，经历了39天的高强度工作。2020年2月28日凌晨，在睡梦中因过度劳累致使心脏骤停离世，留下了两个年幼的孩子，年仅36岁。